# Luis Rey
Luis Rey (São Paulo, 26 de março de 1918- 5 de março de 2016) foi um médico parasitologista brasileiro.

## Carreira
Autor de cinco livros científicos e agraciado com vários prêmios, entre eles o Prêmio Jabuti de Literatura em 2000, na categoria Ciências Naturais e Saúde, por Dicionário de Termos Técnicos de Medicina e Saúde.
Em 30 de março de 2005 recebeu o título de Pesquisador Emérito pela Fundação Oswaldo Cruz.